# Веллі-Сіті (Північна Дакота)
Веллі-Сіті (англ. Valley City) — місто (англ. city) в США, в окрузі Барнс штату Північна Дакота. Населення — 6575 осіб (2020).

## Географія
Веллі-Сіті розташоване за координатами 46°55′21″ пн. ш. 98°0′18″ зх. д. / 46.92250° пн. ш. 98.00500° зх. д. (46.922562, -98.005042).  За даними Бюро перепису населення США в 2010 році місто мало площу 8,96 км², уся площа — суходіл. В 2017 році площа становила 10,69 км², уся площа — суходіл.

## Демографія
Згідно з переписом 2010 року, у місті мешкало 6585 осіб у 2986 домогосподарствах у складі 1563 родин. Густота населення становила 735 осіб/км².  Було 3307 помешкань (369/км²).
Расовий склад населення:
| - 95,2 % — білих - 1,2 % — чорних або афроамериканців - 0,8 % — азіатів - 0,7 % — корінних американців |

До двох чи більше рас належало 1,7 %. Частка іспаномовних становила 1,5 % від усіх жителів.
За віковим діапазоном населення розподілялося таким чином: 18,7 % — особи молодші 18 років, 59,3 % — особи у віці 18—64 років, 22,0 % — особи у віці 65 років та старші. Медіана віку мешканця становила 42,1 року. На 100 осіб жіночої статі у місті припадало 92,7 чоловіків;  на 100 жінок у віці від 18 років та старших — 92,3 чоловіків також старших 18 років.
Середній дохід на одне домашнє господарство  становив 69 206 доларів США (медіана — 47 683), а середній дохід на одну сім'ю — 86 714 долари (медіана — 67 880). Медіана доходів становила 50 943 долари для чоловіків та 32 859 доларів для жінок. За межею бідності перебувало 8,5 % осіб, у тому числі 7,7 % дітей у віці до 18 років та 6,5 % осіб у віці 65 років та старших.
Цивільне працевлаштоване населення становило 3583 особи. Основні галузі зайнятості: освіта, охорона здоров'я та соціальна допомога — 33,1 %, мистецтво, розваги та відпочинок — 9,5 %, виробництво — 8,5 %.